# Front démocratique national de Bodoland
Pour les articles homonymes, voir Front démocratique national.
Le Front démocratique national de Bodoland, en anglais : National Democratic Front of Bodoland (NDFB), est une organisation armée fondée en 1986, considérée comme terroriste par le ministère de l'Intérieur indien, qui soutient la création d'un État du Bodoland pour les Bodos. Dans ses attaques, elle a notamment ciblé les populations tribales Adivasi et les populations musulmanes. Le groupe a signé un cessez-le-feu en 2004, avant de reprendre ses attaques à partir de 2007-2008, après plusieurs scissions.

## Attaques attribuées au NDFB
8 novembre 2010 : 19 personnes sont tuées dans un marché de Dhekiajhuli, dans l'État d'Assam.
23 décembre 2014 : 68 personnes dont 12 enfants sont tuées dans une série d’attaques contre des villageois, dans l'État d'Assam.
5 août 2016 : 12 personnes sont tuées dans le marché de Balajan, à 220 km à l'ouest de Guwahati, la capitale de l'État d'Assam.